# Federale Deontologische Commissie
De Federale Deontologische Commissie (Frans: Commission fédérale de déontologie) is een orgaan van de Belgische Kamer van volksvertegenwoordigers.

## Geschiedenis
De zesde staatshervorming in 2011 voorzag de oprichting van de Federale Deontologische Commissie, die bij wet van 6 januari 2014 werd opgericht.

## Functie
De Commissie brengt vertrouwelijke adviezen over deontologische vraagstukken op verzoek van een openbaar mandataris, algemene adviezen en aanbevelingen op eigen initiatief of op verzoek van de Kamer, Senaat of regering, of vertrouwelijke adviezen op verzoek van een minister of een staatssecretaris uit. De Commissie is ook belast met de redactie van een ontwerp van een deontologische code die van toepassing is op federale openbare mandatarissen, maar niet op leden van de Kamer en Senaat, voor wie een door de assemblees zelf aangenomen deontologische code geldt.

## Samenstelling
De Commissie bestaat uit twaalf leden, zes Nederlandstaligen en zes Franstaligen. De leden zijn voormalige magistraten, voormalige leden van de Kamer of Senaat of openbare mandatarissen. Ten hoogste twee derde van de leden zijn van hetzelfde geslacht.

### 2016-2022
Nederlandstaligen
- Eddy Boutmans
- Monica De Coninck (vanaf 2020)
- Johan De Roo
- Frederik Erdman (tot 2020)
- Danny Pieters
- Sabin S'Heeren
- Luc Willems

Franstaligen
- Djamila Benbihi
- François-Xavier de Donnea (tot 2017)
- Camille Dieu (tot 2017)
- Jacqueline Herzet
- Etienne Knoops (vanaf 2017)
- Marie-José Laloy (vanaf 2017)
- Françoise Tulkens
- Melchior Wathelet

### 2022-2028
Nederlandstaligen
- Eddy Boutmans
- Monica De Coninck
- Johan De Roo
- Matthias Storme
- Edith Van Den Broeck
- Luc Willems

Franstaligen
- Alice Baudine
- Jacqueline Herzet
- Etienne Knoops
- Marie-José Laloy
- Françoise Tulkens
- Melchior Wathelet